# Даллас (телесериал, 2012)
«Даллас» (англ. Dallas) — американский телесериал, разработанный Синтией Сидре, который транслировался с 13 июня 2012 года по 22 сентября 2014 года на канале TNT. Сюжет разворачивается вокруг богатой техасской семьи Юингов, владеющей нефтяным бизнесом «Юинг Оилз» и ранчо со скотоводством.
Сериал является продолжением (а не ремейком или перезагрузкой) оригинального телесериала с тем же названием, выходившего на CBS с 1978 по 1991 год. 8 июля 2011 года канал заказал съемки первого сезона из 10 эпизодов, премьера которого состоялась 13 июня 2012 года, а 29 июня 2012 года, после выхода в эфир всего четырёх эпизодов TNT продлил сериал на второй сезон из пятнадцати эпизодов. Сериал получил в основном благоприятные отзывы от критиков, а также добился успехов в телевизионных рейтингах, заняв первое место в списке самых просматриваемых премьер года кабельного телевидения, а также стал самой успешной новинкой года на кабельном телевидении. Премьера второго сезона состоялась 28 января 2013 года. 30 апреля 2013 года канал продлил сериал на третий сезон из пятнадцати эпизодов, который стартовал 24 февраля 2014 года и был разделен на две части с крупным клиффхэнгером в промежутке. 3 октября 2014 года сериал был закрыт после трёх сезонов из-за спада рейтингов. По иронии судьбы сериал завершился с несколькими крупными клиффхэнгерами, включая смерть центрального персонажа.

## Производство

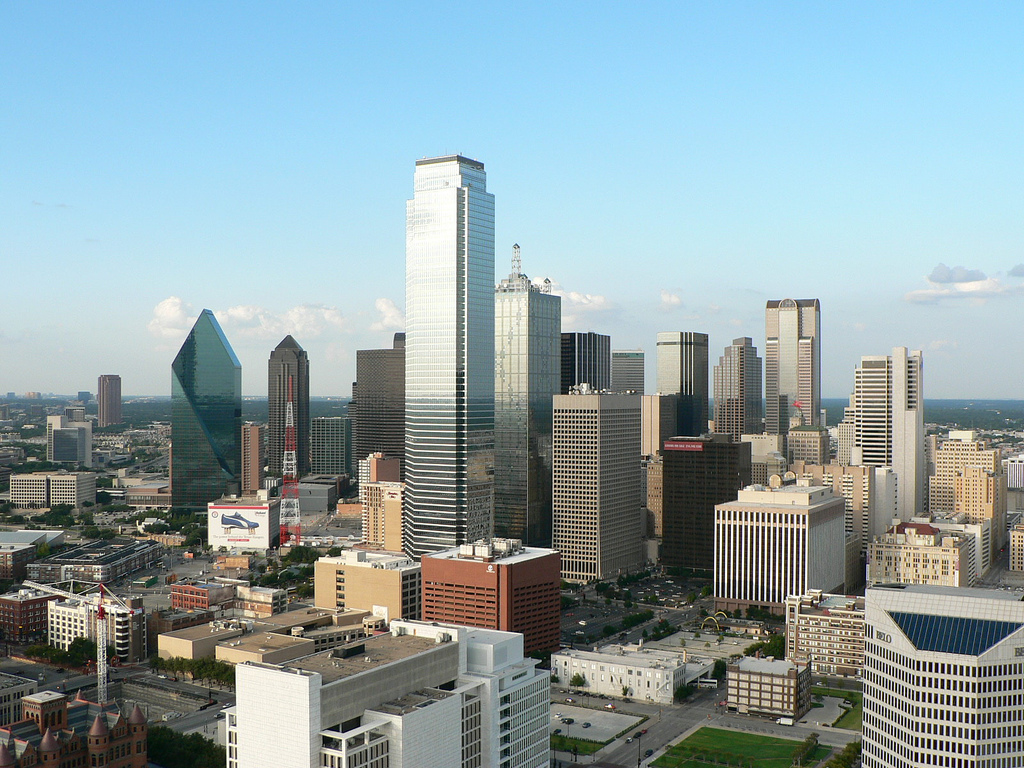
Также как и оригинальный сериал, проект снимался полностью в Далласе

### Концепция
В центре сюжета сериала находится богатая семья Юингов, которые поднялись на видное место благодаря добыче и продажам нефти и разведению крупного рогатого скота. В центре продолжения классического шоу находятся Джон Росс Юинг III (Джош Хендерсон), сын Джей Ара (Ларри Хэгмэн) и Сью Эллен (Линда Грей), и Кристофер Юинг (Джесси Меткалф), приёмный сын Бобби (Патрик Даффи) и Памелы Юинг. И Джон Росс, и Кристофер родились в период трансляции оригинального сериала и были заметны в более поздних его сезонах (в исполнении других актёров). Теперь же, Джон Росс стал почти точной копией своего отца, жадным и помешанным на деньгах и нефти, а Кристофер стал очень похож на Бобби, интересуясь прежде всего содержанием ранчо, как его отец и покойная бабушка, мисс Элли. Окончательной точкой раздора Джона Росса и Кристофера становится стремление второго к альтернативным источникам энергии, а не нефти. Однако, Джон Росс решает возродить некогда успешный нефтяной бизнес Юингов, пытаясь провести своего дядю Бобби и Кристофера.
Хотя основное действие в сериале сосредоточено вокруг нового поколения Юингов, главные герои оригинального шоу, Джей Ар, Сью Эллен и Бобби наравне с молодыми актёрами участвуют в продолжении. Кроме того в основном ансамбле присутствуют новые герои: новая жена Бобби, Энн Юинг (Бренда Стронг), новоиспеченная жена Кристофера, Ребекка Саттер (Джули Гонсало) и Элена Рамос (Джордана Брюстер), дочь повара Юингов (Марлен Форте), бывшая невеста Кристофера и подруга Джона Росса.
Несмотря на существование двух телефильмов-продолжении: «Даллас: Джей Ар возвращается» (1996) и «Даллас: Война Юингов» (1998), сюжет которых завершает историю оригинального сериала, события в них не включены в новый «Даллас». Вместо этого в сериале показывается жизнь персонажей спустя двадцать лет после завершения оригинального шоу. Позже продюсер Синтия Сидре в одном из интервью о финале первого сезона рассказала, что исключение телефильмов было сделано, чтобы скрыть личность дочери Клиффа Барнса и Эфтон Купер — Памелы Ребекки Барнс, выдающей себя за Ребекку Саттер, жену Кристофера.

### Разработка
В декабре 2009 года появилась информация о том, что Синтия Сидре ведёт переговоры с кабельным телеканалом TNT о возрождении телесериала 1978—1991 годов. Все детали нового сериала на тот момент держались в секрете и было известно лишь о том, что ключевыми героями будут Джон Росс Юинг III, сын Джей Ара и Сью Эллен, и Кристофер, приёмный сын Бобби и Памелы Юинг, а персонажи Ларри Хэгмэна, Линды Грэй и Патрика Даффи должны вернуться в проект. В сентябре 2010 года TNT заказал съемки пилотного эпизода, разработанного Синтией Сидре.

### Кастинг
В конце 2010 года начался кастинг на постоянные роли в пилоте. В декабре 2010 года стало известно, что Ларри Хэгмэн, исполнитель роли Джей Ара Юинга, главного антагониста оригинального сериала, не согласился подписывать контракт с каналом и требовал повышения зарплаты. Ранее два ключевых актёра оригинала, Линда Грэй и Патрик Даффи, согласились на участие в пилоте. В спешке Синтия Сидре начала писать альтернативный сценарий пилота, без участия персонажа Хэгмэна, который понравился руководству канала так же, как и предыдущий. Тем не менее переговоры с Хэгмэном продолжались и руководство канала заявило, что будут снимать пилот с ним или без него, и актёр всё же подписал контракт на участие в проекте в начале февраля следующего года. На роли нового поколения Юингов претендовали Дженнифер Лав Хьюитт и Джош Холлоуэй, но продюсеры выбрали Джоша Хендерсона, Джесси Меткалфа, Джордану Брюстер и Джули Гонсало на роли Джона Росса Юинга III, Кристофера Юинга, Элены Рамос и Ребекки Саттер соответственно. На роль Энн Юинг, новой жены Бобби, была приглашена Бренда Стронг.

### Съемки
Пилотный эпизод снимался весной 2011 года в окрестностях Далласа, а остальные эпизоды первого сезона были сняты в павильонах студии FOX в Лос-Анджелесе, начиная с конца августа 2011 года. Первый рекламный тизер сериала вышел в эфир 11 июля 2011 года, во время премьеры первого эпизода второго сезона сериала «Риццоли и Айлс». Создатель оригинального сериала, Дэвид Джэйкобс, не принимал участия в съёмках продолжения, заявив, что TNT полностью исключило его участие в проекте. Джэйкобс сказал позже, что он ушёл на пенсию и не хотел участвовать в разработке, когда канал пригласил на место автора Синтию Сидре, и та связалась с Джэйкобсом, чтобы предложить ему сотрудничество. В начале двухтысячных, когда Warner Bros. пыталось выпустить киноверсию сериала с Джоном Траволтой в главной роли, Джэйкобс продал свои права на проект и не получил денег за новый сериал. Он получает $ 714 от Гильдии сценаристов США за каждый эпизод продолжения в качестве авторских денег за создание персонажей из оригинального сериала. Тем не менее он сказал, что ему понравились сценарии продолжения.

### Маркетинг
В рамках маркетинговой компании сериала, TNT выпустил рекламное изображение, которое является отсылкой к возмутительному «Сезону-сну», девятому сезону оригинального сериала, действие которого происходило в альтернативной вселенной, в мечтах одного из персонажей. На плакате были изображены актёры сериала в душевой комнате, что является пародией на финальную сцену девятого сезона, в которой Памела, проснувшись, увидела ранее умершего Бобби Юинга в душе, и таким образом весь сезон оказался её сном. На плакате был слоган «Они вернулись. И нет, это не сон», а Патрик Даффи стоял на нём в точно такой же позе, как в сцене из сериала. Также в рамках продвижения сериала канал выпускал после выхода каждого нового эпизода веб-шоу, в котором обсуждались с продюсерами и актёрами сюжетные ходы и съёмки сериала.

### Смерть Ларри Хэгмэна
Ларри Хэгмэн, исполнявший роль антагониста Джей Ара Юинга, умер 23 ноября 2012 года в кругу семьи и друзей, включая Линду Грэй и Патрика Даффи, после продолжительной борьбы с раком. Актёр работал в шоу вплоть до смерти и успел сняться в шести из пятнадцати эпизодов второго сезона. Спустя неделю после его смерти съёмки новых эпизодов продолжились и сценаристы в экстренном порядке начали разрабатывать историю гибели персонажа Хэгмэна. В рамках пресс-тура для Ассоциации телевизионных критиков в январе 2013 года руководство канала заявило, что они «очень опечалены» смертью актёра и собираются сделать эпизод-дань Хэгмэну, в который будет полностью сосредоточен на похоронах персонажа. Это восьмой эпизод второго сезона, который вышел 11 марта. Кэти Подвелл, Дебора Шелтон, Шарлин Тилтон, Тэд Шакелфорд, Стив Кэнэли приняли участие в съёмках эпизода и повторили свои роли из оригинального сериала. Сама же смерть персонажа фактически повторяет знаменитый клиффхэнгер 1980 года Who shot J. R.? привлёкший к экранам рекордные 83 млн зрителей, который в данном случае трансформировался в Who Killed J.R.?.
Хэгмэн успел сняться лишь в шести первых эпизодах и авторам сериала пришлось прибегнуть к компьютерной графике чтобы снять финальную сцену убийства персонажа актёра. В качестве основы был взят кадр из четвёртого эпизода сезона и студия Magic FX, используя кадры с актёром, сделала компьютерную графику и редактирование голосов. Помимо этого ряд ранее вырезанных сцен с персонажем были использованы, чтобы сохранить присутствие героя на экране. Сам же автор сериала, Синтия Сидре, говорила, что у неё было порядка тридцати различных вариантов убийства Джей Ара, после чего она и остановилась на закадровом выстреле в него.
В результате смерти персонажа Хэгмэна значительно изменилась основная сюжетная линия. Сью Эллен Юинг, ранее остававшаяся нейтральным персонажем о шоу, теперь предстаёт в качестве злодейки, фактически занимая позицию Джей Ара по отношению к Бобби. Примечательно, что до смерти актёра Синтия Сидре хотела возобновить отношения Джей Ара и Сью Эллен.

## Актёры и персонажи

Актёрский состав сериала. Слева на право: Джордана Брюстер, Джош Хендерсон, Линда Грей, Ларри Хагман, Патрик Даффи, Бренда Стронг,Джесси Меткалф и Джули Гонсало

### Основной состав
В сериале присутствуют восемь основных актёров, перечисляемых во вступительной заставке, среди них: Джош Хендерсон в роли Джона Росса Юинга III, сына Джей Ара и Сью Эллен, стремящегося вернуть себе любой ценой семейное ранчо, чтобы бурить на его территории залежи нефти; Джесси Меткалф в роли Кристофера Юинга, приёмного сына Бобби и Памелы Юинг и биологического умершей сестры Сью Эллен — Кристин Шепард (Мэри Кросби); Джордана Брюстер в роли Элены Рамос, дочери повара Юингов и экс-невесты Кристофера, а также бизнес-партнера и подруги Джона Росса; Джули Гонсало в роли Ребекки Саттер, жены Кристофера, которая на самом деле является дочерью Клиффа Барнса (Кен Керчевал) и Эфтон Купер (Одри Ландерс) — Памелой Ребеккой Барнс; Бренда Стронг в роли Энн Юинг, третьей жены Бобби; а также Патрик Даффи в роли Бобби Юинга, отца Кристофера, младшего брата Джей Ара и сын Джока (Джим Дэвис) и мисс Элли Юинг (Барбара Бел Геддес); Линда Грей в роли Сью Эллен Юинг, матери Джона Росса и бывшей жены Джей Ара, когда-то страдавшей алкоголизмом, а после ставшей успешной бизнесвумен и одной из самых влиятельных женщин штата, которая в настоящее время является кандидатом на пост Губернатора Техаса; и Ларри Хэгмэн в роли Джей Ара Юинга, старшего сына Джока и мисс Элли Юинг, отца Джона Росса и бывшего президента и совладельца «Юинг Ойл», который провёл последние годы в доме для престарелых, получая лечение от депрессии, и сейчас вновь хочет вернуть семейный бизнес, используя своего сына.
Во втором сезоне к основному составу присоединился Митч Пиледжи в роли Харриса Райланда, бизнесмена и бывшего мужа Энн, который периодически появлялся в первом сезоне. Также было добавлено два новых регулярных персонажа: старший брат Элены по имени Дрю и двадцатилетняя дочь Энн — Эмма Джудит Райланд Браун. Роль Эммы Браун получила Эмма Белл в начале сентября 2012 года, а старшего брата Элены Куно Бекер в конце октября 2012 года.
В третьем сезоне Куно Бекер был понижен с регулярного до периодического статуса, в то время как Хуан Пабло Ди Паче присоединился к шоу в качестве загадочного миллиардера Николаса Тревино.

### Второстепенный состав
В сериале присутствует ряд второстепенных актёров и персонажей. Наиболее заметными являются Леонор Варела в роли Марты дель Соль, мошенницы, чьё настоящее имя Вероника Мартинеc, которая состоит в сговоре с Джей Аром и Джоном Россом (сезон 1); Каллард Харрис в роли Томми Саттера, поддельного брата Ребекки (сезон 1); Карлос Бернард в роли Висенте Кано, венесуэльского бизнесмена, который финансирует сделку Марты (сезон 1); а также Марлен Форте в роли Кармен Рамос, матери Элены и повар Юингов (сезон 1—).
Остальными вспомогательными персонажами в первом сезоне были адвокат Юингов — Митч Лобелл (Ричард Диллард), частный детектив по имени Бам (Кевин Пейдж) и правая рука Клиффа — Ашани (Фаран Таир).
Во втором сезоне лауреат премии «Тони» — Джудит Лайт сыграла роль властной и злой матери Харриса — Джудит Браун Райленд. Также известно, что Энни Вершинг сыграла роль амбициозного комиссара, которая хоть и замужем, но закрутит роман с Джоном Россом. Существенным дополнением к третьему сезону стала Анна-Линн Маккорд в роли Хизер, работницы на ранчо, которая становится новым увлечением Кристофера.

### Приглашенные звёзды
В первом сезоне появилось несколько ключевых актёров оригинального сериала. Среди них были Кен Керчевал в роли Клиффа Барнса (зачисляющийся в титрах как «Специально приглашенная звезда»), Шарлин Тилтон в роли Люси Юинг и Стив Кэнэли в роли Рэя Креббса. Тилтон на стадии съёмок пилота призналась, что очень хотела сняться в продолжении сериала. Также в пятом эпизоде первого сезона появился в роли самого себя владелец «Даллас Ковбойз» — Джерри Джонс.
В интервью о планах на второй сезон продюсер сериала Синтия Сидре сказала, что хотела бы вернуть в сериал Джоан Ван Арк и Тэда Шакелфорда, сыгравших роль Вэлин и Гарри Юингов соответственно. Также она хотела пригласить Донну Миллз, исполнительницу роли Эбби Фейргейт Каннингем Юинг, главного антагониста спин-оффа «Далласа» — «Тихая пристань», однако не совсем пока уверена как и когда ввести в сериал героя из «Тихой пристани». Кроме этого Сидре рассматривает возможность возвращения Одри Ландерс в роли Эфтон Купер, матери Памелы Ребекки Барнс. Джоан Ван Арк и Тэд Шакелфорд в конечном счете согласились на участие во втором сезоне, когда им предложили не просто камео-появление, а большую сюжетную линию на три эпизода.
Начиная со стадии производства пилотного эпизода в прессе появлялась информация о возможном возвращении в проект Виктории Принсипал, исполнительницы роли Памелы Барнс Юинг, одной из центральных героинь оригинального сериала. Принсипал перестала сниматься в начале двухтысячных и сконцентрировалась на своем бизнесе, который приносит ей доход более 100 млн долларов в год и не была заинтересованна вновь возвращаться на экраны, несмотря на предложения продюсеров до и после старта сериала сделать хотя бы краткое камео в нём.

## Обзор сезонов
| Сезон | Сезон | Эпизоды | Оригинальная дата выхода | Оригинальная дата выхода |
| Сезон | Сезон | Эпизоды | Премьера сезона          | Финал сезона             |
| ----- | ----- | ------- | ------------------------ | ------------------------ |
|       | 1     | 10      | 13 июня 2012             | 8 августа 2012           |
|       | 2     | 15      | 28 января 2013           | 15 апреля 2013           |
|       | 3     | 15      | 24 февраля 2014          | 22 сентября 2014         |

Премьера сериала состоялась 13 июня 2012 года, а финал первого сезона был показан 8 августа того же года. Основное внимание в сезоне уделялось конкуренции между Джоном Россом и Кристофером во взглядах на будущее Саутфорта, а также на неопределённость в их отношениях с Эленой. Тем временем Бобби узнал, что у него рак и решил из-за этого продать ранчо, чем были недовольны как Джон Росс, так и Кристофер. Среди других сюжетных линий были заметны попытки Джей Ара обманом вернуть себе ранчо, подготовка Сью Эллен, тайное прошлое Энн и наконец тайна Ребекки. Финал сезона закончился клиффхэнгером, в котором зрителям было показано, что Ребекка Саттер убивает своего поддельного брата Томми и на самом деле является Памелой Ребеккой Барнс, дочерью Клиффа Барнса и Эфтон Купер. Второй сезон стартовал в январе 2013 года. Митч Пиледжи, исполняющий роль Харриса Роуленда, был повышен до постоянного статуса, а кроме него в сюжет будет введён новый персонаж — брат Элены по имени Дрю.

## Реакция

### Отзывы критиков
Пилотный эпизод получил благоприятные отзывы от большинства телевизионных критиков. Обозреватель еженедельника Variety, Брайан Лоури, дала позитивный отзыв, сказав, что ожидания нового «Далласа» изначально были не высоки из-за неудачных попыток CW воскресить «90210» и «Мелроуз Плейс», но TNT смог не просто клонировать, но и правильно воскресить классический стиль оригинального сериала. Критик также отметил хороший баланс между старыми и новыми актёрами и классический Техасский стиль, который в последние годы безуспешно пытались повторить сериалы «Одинокая звезда» и «Благочестивые стервы». Обозреватель газеты The Wall Street Journal, Дороти Рабинович, также дала позитивный отзыв, отметив интересную завязку сюжета и проблемы нового поколения Юингов. Линда Штаси из New York Post описала сериал как «Более смешной, манерный, нелепый и безумный, и это только первые несколько причин, по которым стоит любить шоу», а Лори Раш из Chicago Sun-Times заявила, что «Если вы считаете сюжетную линию Джона Росса, Элены и Кристофера нелепой, то сериал не для вас, так как в нём много мыльных элементов». Отрицательные отзывы дали Роберт Бьянко из USA Today заявивший, что «TNT не сколько возродили сериал, а попросту эксгумировали его», и Алессандра Стэнли из The New York Times, посчитавшая продолжение не соответствующим ожиданиям зрителей и не имеющим изюминки оригинального сериала.
Второй сезон был встречен со значительно более высокими оценками от телевизионных критиков. Критики отмечали динамичность сюжетных линий и повышения качества и без того к удивлению многих не плохого первого сезона, а Марк Перигэрд из газеты Boston Herald и вовсе назвал шоу лучшей прайм-тайм мыльной оперой, которую ему доводилось наблюдать.

### Телевизионные рейтинги
Среднее количество наблюдавших первый сезон составило четыре с половиной миллионов американских зрителей. Двухчасовую премьеру наблюдало семь миллионов, а последующие эпизоды более четырёх. Последние эпизоды сезона, в том числе и финал, транслировались в период летних Олимпийских игр и рейтинги претерпели определённый спад. Финал, транслировавшийся во время Олимпиады, привлек 4,3 миллионов зрителей, а демографический рейтинг в категории 18-49 составил 1,3, что позволило сериалу возглавить рейтинговую таблицу на кабельном телевидении. В Великобритании сериал установил рейтинговый рекорд, став самым мощным дебютом американского сериала в стране.
Хотя первый сезон и показывал высокие результаты, премьера второго собрала лишь три миллиона зрителей, что стало худшим показателем в истории сериала. Эти цифры на шестьдесят процентов оказались ниже премьеры в июне 2012 года и на полтора миллиона меньше финала первого сезона. В первую очередь падение цифр обусловлено конкуренцией со стороны широковещательных сетей, которые в тот день также показывали премьерные эпизоды своих шоу. Тем не менее рейтинги в главной демографической категории 18-49 сохранились весьма стабильными и более миллиона зрителей попало в желанную для рекламодателей категорию.